# Зиряновка
Зиря́новка (рос. Зыряновка) — село у складі Зоринського району Алтайського краю, Росія. Адміністративний центр Зиряновської сільської ради.

## Населення
Населення — 394 особи (2010; 478 у 2002).
Національний склад (станом на 2002 рік):
- росіяни — 96 %